# Río Butrón
El río Butrón (en euskera, Butroe) es un río del norte de la península ibérica que discurre por Vizcaya, España.

## Curso
Nace en el término municipal de Morga, al pie del monte Bizkargi, y desemboca en la localidad de Plentzia, después de formar amplios meandros. Esta última parte también recibe el nombre de ría de Plencia. Hay un pantano llamado Txipio, que divide al río en dos.
Su curso recorre una distancia de 37,8 kilómetros hasta llegar al golfo de Vizcaya. La cuenca tiene una superficie de 175 km² y tiene un caudal medio de agua de 3 m3/segundo. Pasa por las localidades de Rigoitia, Arrieta, Frúniz, Gámiz-Fica, Munguía, Gatica, Maruri, Urdúliz, Plencia y Barrica. El castillo de Butrón está situado junto al río en su último tramo antes de dar paso a la ría.
El río Butrón alberga varias almazaras, entre ellas Olatxu en Arrieta, Errotabarri en Gamiz-Fika, Erdisubi y Olabarri en Mungia, Mendieta y Errotabarri en Meñaka.